# Superbus
Superbus é um banda francesa de pop rock formada em 1999, por Jennifer Ayache. É uma das bandas mais influentes no rock francês.

## Integrantes

### Membros atuais
- Jennifer Ayache, Jenn vocal
- Patrice Focone, Pat - guitarra e vocal de apoio
- Michel Giovannetti, Mitch - guitarra e vocal de apoio
- François-Xavier Even - baixo e vocal de apoio
- Greg Jacks - bateria

### Ex-membros
- Guillaume Rousé - bateria

## Início
Depois de uma viagem para os Estados Unidos para aperfeiçoar seu inglês em 1999, Jennifer Ayache estava procurando por músicos para formar um grupo. Ela encontrou Michel Giovannetti, um guitarrista, e François Even, um baixista, que já se conheciam de outro grupo, e formaram uma nova banda. Eles começaram como um trio antes dos outros dois membros participarem.
Estes dois membros foram mais tarde substituídos por Guillaume Roussé (na bateria), e Patrice Focone (na guitarra). Roussé deixou a banda em 2005 e foi substituído por Greg Jacks.
A banda conseguiu seu nome da palavra latina superbus, que significa orgulho, que Ayache encontrou enquanto via um dicionário latino.

## Discografia
Álbuns de estúdio
- 2002: Aéromusical
- 2004: Pop'n'Gum
- 2006: Wow
- 2009: Lova Lova
- 2010: Happy BusDay - The Best of Superbus
- 2012: Sunset
- 2016: Sixtape

Álbuns ao vivo
- 2008: Live à Paris

Singles
- 2002: Tchi-Cum-Bah - Aéromusical
- 2003: Superstar - Aéromusical
- 2003: Into the Groove - Aéromusical
- 2003: Monday to Sunday - Aéromusical
- 2004: Sunshine - Pop'n'Gum
- 2004: Radio Song - Pop'n'Gum
- 2005: Pop'n'Gum - Pop'n'Gum
- 2005: Little Hily - Pop'n'Gum
- 2006: Le rock à Billy - WoW
- 2006: Butterfly - WoW
- 2007: Lola - WoW
- 2007: Travel the World - WoW
- 2008: Ça Mousse - WoW
- 2008: Addictions - Lova Lova

## Prêmios
- 2005: MTV Europe Music Awards - Melhor Banda Francesa
- 2007: Victoires de la Musique - Melhor Álbum de Pop Rock
- 2008: NRJ Music Awards - Melhor Banda Francófona.